# Xã đặc quyền Pittsfield, Michigan
Xã Pittsfield (tiếng Anh: Pittsfield Township) là một xã thuộc quận Washtenaw, tiểu bang Michigan, Hoa Kỳ. Năm 2010, dân số của xã này là 34.663 người.